# 1865 en photographie
| Années de la photographie : 1862 - 1863 - 1864 - 1865 - 1866 - 1867 - 1868    |
| Décennies de la photographie : 1830 - 1840 - 1850 - 1860 - 1870 - 1880 - 1890 |

Cet article présente les faits marquants de l'année 1865 en photographie.

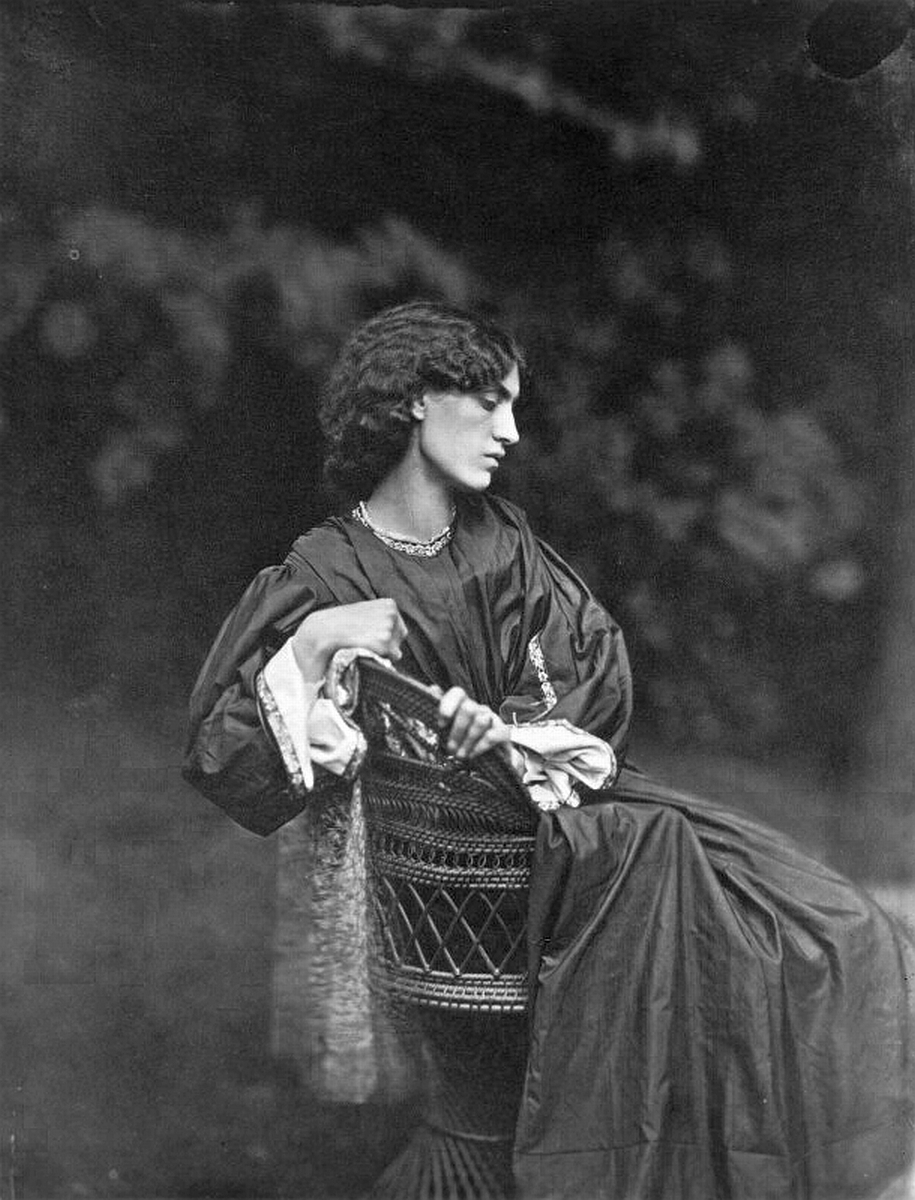
, Jane Morris posant pour Dante Gabriel Rossetti, 7 juin 1865.

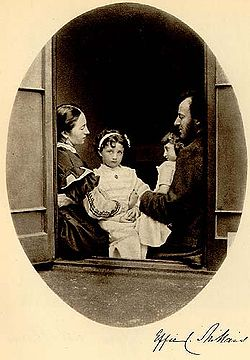
Lewis Carroll, Effie Gray et son mari John Everett Millais avec leurs filles Effie et Mary au 7 Cromwell Place à Londres ; photographie prise le 21 juillet.

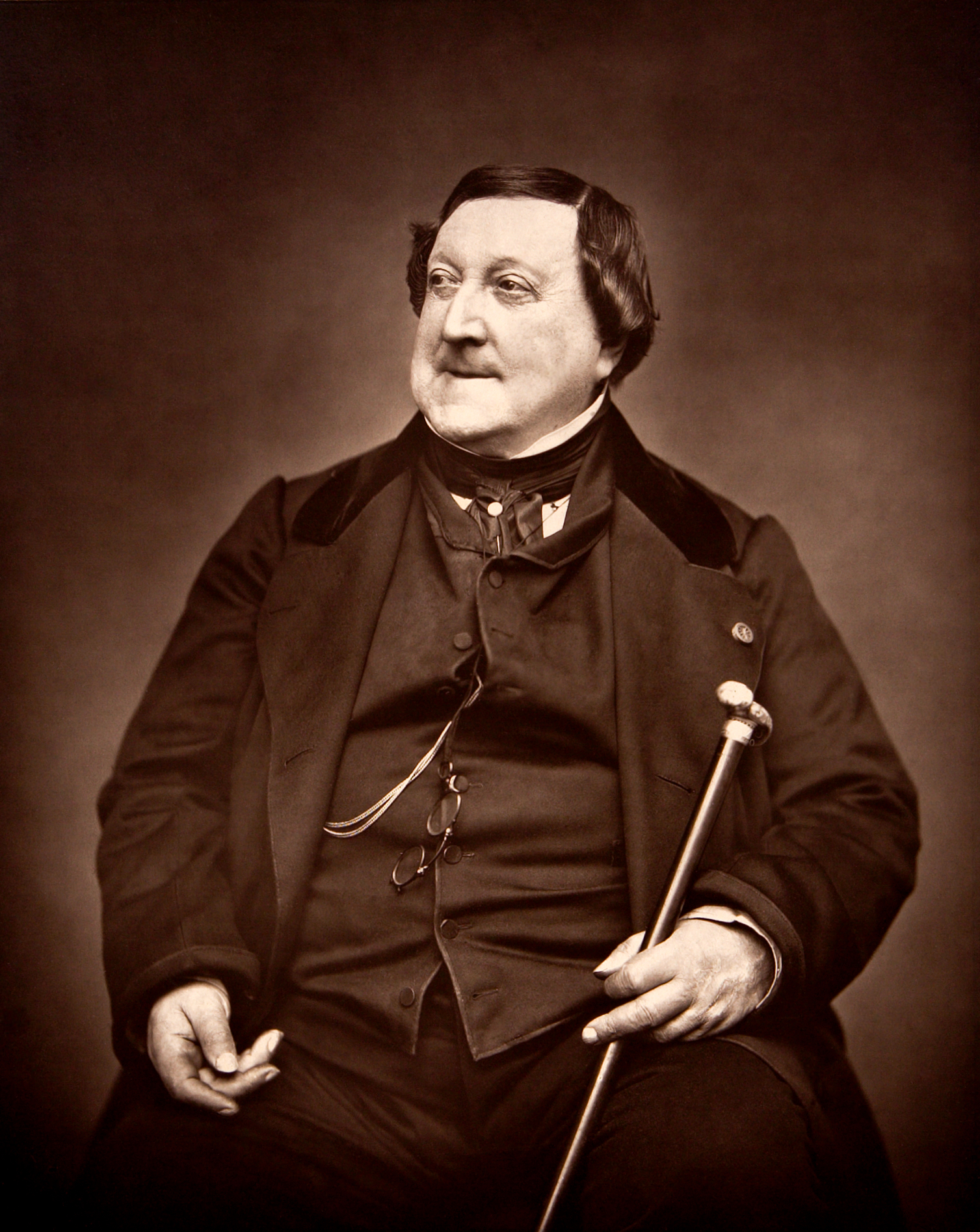
Gioachino Rossini, photographie d'Étienne Carjat

## Événements
- avril : le peintre Joseph van Marcke centre son activité sur la photographie et ouvre avec son frère Xavier un studio de photographie à Liège, boulevard d'Avroy, qui fonctionnera jusqu'en 1873[1].
- Marc Ferrez ouvre un studio photographique professionnel à Rio de Janeiro au 96 de la Rua São José.
- Élise L'Heureux, à la suite du décès prématuré de son mari Jules Isaï Benoît dit Livernois, reprend la direction du studio photographique que les époux avaient ouvert à Québec en 1854, et s'associe avec son gendre Louis Bienvenu sous la raison "Livernois & Bienvenu"[2].
- Axel Lindahl ouvre un studio photographique à Uddevalla en Suède avec son frère Udo.
- Alphonse Terpereau ouvre un atelier photographique à Bordeaux ; il est chargé par le directeur du Service des travaux publics, Louis Lancelin, de photographier d'anciennes rues avant leur élargissement et destruction ; ses photographies sont souvent les seuls témoins du Bordeaux du XIXe siècle[3].

## Photographies notables
- avril - 7 juillet : Alexandre Gardner photographie quatre des conjurés qui ont assassiné le président des États-Unis Abraham Lincoln ainsi que leur exécution par pendaison dans la cour de la prison de l'Arsenal à New York[4].
- Le photographe irlandais John Robert Parsons (en) prend une série de photographies de Jane Morris, le modèle du peintre anglais Dante Gabriel Rossetti[5].

## Livres de photographies
- Aymard Athanase de Banville (photographies), Emmanuel de Rougé et Jacques de Rougé (textes), Album photographique de la mission remplie en Égypte ... 1863-1864, Paris, L. Samson, 155 photographies sur papier albuminé d'après négatifs sur verre au collodion (Lire en ligne).

## Expositions
- 1er mai - 1er juillet : 7e exposition de la Société française de photographie, Palais de l'Industrie, Paris.

## Naissances
- 9 janvier : Lucien Merger, photographe français, mort le 9 septembre 1928.
- 17 janvier : Georges Maroniez, peintre et photographe français, mort le 11 décembre 1933.
- 9 février : Wilson Bentley, agriculteur américain, photographe spécialisé dans la microphotographie des flocons de neige, mort le 23 décembre 1931.
- 25 mars : Mariano Moreno García, photographe espagnol, mort le 17 décembre 1925.
- 12 juin : Anders Beer Wilse, photographe norvégien, mort le 21 janvier 1949.
- 13 juin : Karl Blossfeldt, photographe allemand, lié au mouvement artistique de la Nouvelle objectivité (Neue Sachlichkeit) et connu pour son inventaire des formes et des structures végétales fondamentales, mort le 9 décembre 1932.
- 18 juin : Théodore-Henri Fresson, agronome et photographe français, inventeur du papier « Charbon-Satin », permettant la réalisation de tirages photographiques monochromes au charbon, mort à Neuilly-sur-Seine le 15 juillet 1951.
- 5 septembre : Louis Vert, imprimeur et photographe français, mort en octobre 1924.
- 19 septembre : Frank Eugene, photographe et peintre et graveur germano-américain, mort le 16 décembre 1936.
- 12 novembre : I. K. Inha, photographe finlandais, mort le 3 avril 1930.
- Date précise inconnue :
  - Giuseppe Avallone, peintre et photographe italien, mort en 1940.

## Décès
- 19 janvier : Clementina Hawarden, photographe portraitiste amateure britannique, né le 1er juin 1822.
- 9 février : Levi Hill, pasteur baptiste américain, inventeur controversé d'un des premiers procédés de photographie en couleurs, les « Hillotypes », né le 26 février 1816.
- 10 mars : Gustave Viaud, chirurgien de marine et photographe français, né le 25 avril 1836.
- 29 mars : Giacomo Caneva, photographe italien, né en 1813.
- 23 mai : Jan Karel van den Broek, médecin néerlandais qui a enseigné la médecine, la chimie et la photographie à Nagasaki au Japon, né le 4 avril 1814.
- 18 juin : Gaspard-Pierre-Gustave Joly, commerçant et photographe suisse actif au Canada, né le 5 février 1798.
- 28 juillet : Firmin Eugène Le Dien, photographe français, actif en Italie, né le 17 décembre 1817.
- 11 octobre : Jules Isaï Benoît dit Livernois, photographe canadien actif à Québec, né le 22 octobre 1830.
- 31 octobre : Alfonso Begué, photographe espagnol, né le 23 janvier 1834.
- 2 décembre : Rafael Castro Ordóñez, peintre et photographe espagnol, né en 1830.

## Célébrations
Centenaire de naissance
- Nicéphore Niépce